# Рябко, Сергей Михайлович
Серге́й Миха́йлович Рябко́ (род. 24 марта 1995) — российский спидкубер. Двукратный чемпион Европы, чемпион России, неоднократный победитель и призёр международных соревнований по спидкубингу (англ. speedcubing) — скоростной сборке кубика Рубика.

## Биография
Сергей Рябко родился 24 марта 1995 года. Отец — управленец, мать — бухгалтер. Живёт в Обнинске Калужской области.
В 2010 году в пятнадцатилетнем возрасте Сергей впервые принял участие в открытом чемпионате России по спидкубингу в Москве, посвящённом 30-летнему юбилею создания кубика Рубика, на который прибыли около 90 игроков в возрасте от 12 до 45 лет из разных уголков страны, а также гости из стран СНГ и Прибалтики. Рябко готовился к чемпионату несколько месяцев, крутя кубик всё свободное время, и стал победителем в двух категориях: 3×3 (классика) и 7×7. Девятиклассник из Обнинска удивил своими способностями собирать кубик с завязанными глазами (вслепую) — его результат 2,5 минуты.
В том же году в Будапеште Сергей завоевал титул чемпиона Европы, обойдя действующего чемпиона мира Эрика Аккерсдейка, однако не смог побить его рекорд.
В 2012 году во Вроцлаве, где собрались более 300 участников из 26 стран, Рябко вторично получил звание чемпиона Европы, победив действующего чемпиона 2011 года поляка Михала Плесковича. Он собрал кубик Рубика за 8,89 секунды.
На канале в YouTube Сергей Рябко показывает свои навыки по спидкубингу. В его личном блоге есть конкретные советы по скоростной сборке кубика Рубика. Ему предлагают также продемонстрировать своё мастерство во время проведения мастер-классов по спидкубингу, например, в тульской школе № 70, куда собрались ученики соседних школ, а также приехавшие из Москвы и других городов.
В 2012 году Сергей Рябко стал первокурсником кафедры инженерной кибернетики в Национальном исследовательском технологическом университете «МИСиС», где он тоже проводит мастер-классы по скоростной сборке кубика Рубика.

## Участие в открытых чемпионатах
27—28 августа 2011 года на открытом чемпионате России «Russia Open 2011», проходившем в Московском авиационном институте, вновь победил Сергей Рябко.
21—22 апреля 2012 года Национальный технический университет Украины проводил в Киеве под руководством и наблюдением делегатов из «WCA» Всемирной Ассоциации Кубика открытый международный чемпионат по скоростной сборке кубика Рубика «Ukraine Open 2012», цель которого сформулирована так: вызывать интерес общества к высокоинтеллектуальному способу жизни. Лучшего результата добился Сергей Рябко.
В 2013 году Рябко дважды подтвердил своё лидерство в России — на Всероссийском открытом чемпионате по спидкубингу — Нелидово (с 29 по 31 марта) и на открытых соревнованиях по спидкубингу — Москва (16 июня). Результаты Сергея на этих соревнованиях публикует официальный сайт «WCA».
21—22 сентября 2013 года в Музее изобразительного искусства Минска проходил открытый чемпионат «Minsk Open 2013», куда Сергей Рябко был приглашён как чемпион России и двукратный чемпион Европы и как обладающий способностями собирать кубик Рубика вслепую.
25—27 ноября 2016 года на Всероссийском открытом чемпионате по спидкубингу MPEI Open 2016 занял второе место.
13 января 2019 года на соревновании SPB Muffin Winter установил национальный рекорд России, собрав кубик Рубика за 6,03 секунды.

## Достижения
- Чемпион России (2010[1], 2011[13], 2013[16][17], 2019[источник не указан 2393 дня])
- Двукратный чемпион Европы (2010, 2012)[4]
- Сергей Рябко на первом месте в списке рекордов России[23]